# استپان سیتاریان
استپان آرامائیسی سیتاریان (ارمنی: Ստեփան Արամայիսի Սիտարյան؛  زادهٔ ۲۷ سپتامبر ۱۹۳۰ - درگذشته ۳ اوت ۲۰۰۹) اقتصاددان، سیاست‌مدار اهل ارمنستان بود.

## زندگی‌نامه
وی در ۲۷ سپتامبر ۱۹۳۰ در آلاوردی به دنیا آمد و در دانشگاه دولتی مسکو فارغ‌التحصیل گشت. وی عضو آکادمی علوم روسیه، آکادمی علوم اتحاد شوروی و کمیته مرکزی حزب کمونیست اتحاد شوروی بود. همچنین برندهٔ جوایزی همچون نشان پرچم سرخ کار (۱۹۷۶)، نشان برجسته افتخار (۱۹۷۱) و نشان دوستی خلق (۱۹۸۰) شده است. وی در ۳ اوت ۲۰۰۹ در سن ۷۸ سالگی در مسکو درگذشت و در آرامستان ارامنه مسکو به خاک سپرده شد.

## یادداشت
1. ↑  И.о. Председателя союзно-республиканского валютного комитета СССР
2. ↑  Տնտեսագիտական գիտությունների դոկտոր
3. ↑  ԽՍՀՄ գիտությունների ակադեմիա